# Alexander Cvijanović

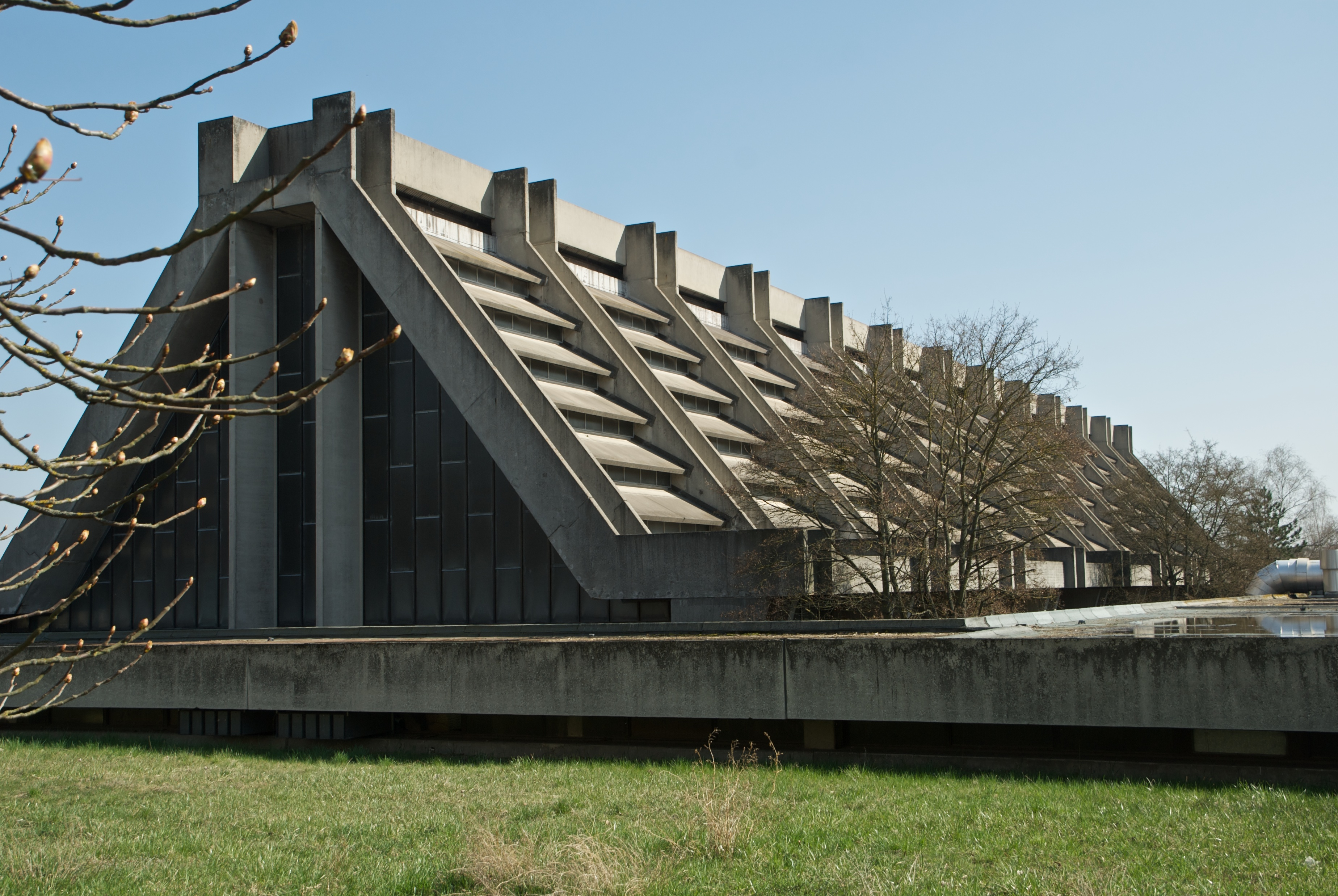
Glaswerk Amberg (1968)

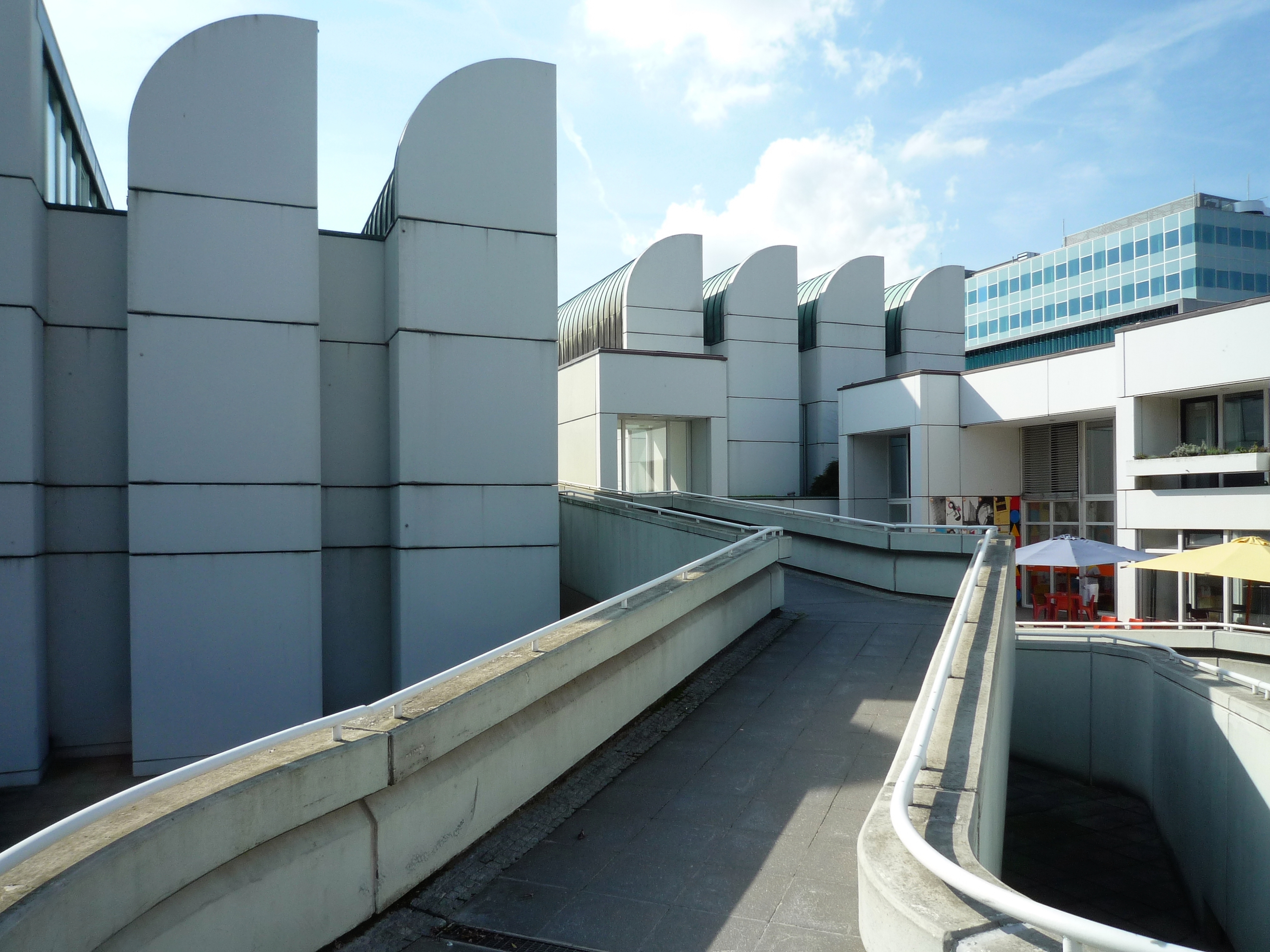
Bauhaus-Archiv (1979)

Alexander Cvijanović (* 19. Dezember 1923 in Dalj, Königreich Jugoslawien; † 7. Mai 2019 in Boston) war ein jugoslawisch-US-amerikanischer Architekt. Er war enger Mitarbeiter von Walter Gropius und Partner des Büros The Architects Collaborative.

## Leben
Cvijanović wurde in eine großbürgerliche Familie hineingeboren. Sein Vater war Landwirtschaftsminister, die Mutter Opernsängerin. Nachdem sein Vater von den Kommunisten ermordet worden war, floh er im Jahr 1946 aus Jugoslawien. In Paris studierte er Architektur. Er wanderte in die Vereinigten Staaten aus und studierte an der Harvard Graduate School of Design. Im Jahr 1954 wurde er graduiert. 
Von 1956 bis 1986 arbeitete er für das Büro The Architects Collaborative von Walter Gropius. Dass Cvijanović unmittelbar nach seinem Studium eine Anstellung beim renommierten Büro The Architects Collaborative bekam, hatte er vor allem seinen Sprachkenntnissen zu verdanken. Neben Englisch spricht er Französisch und Deutsch.
Cvijanović lebte in Boston, wo er im Mai 2019 verstarb. 

## Bauten
Wegen seiner Deutschkenntnisse wurde Cvijanović in vielen Projekten in Deutschland eingesetzt:
- 1967 wurde das Porzellanwerk Rosenthal am Rotbühl eingeweiht, dessen Bau von Walter Gropius und Alexander Cvijanović verantwortet wurde.[6]
- Cvijanović plante 1968 die „Glasmacherkathedrale“ der Glaswerke der Thomas Glas- und Porzellan AG in Amberg.[7]
- Das Bauhaus-Archiv in Berlin, das Gropius von 1964 bis 1968 gemeinsam mit Cvijanović für Darmstadt entworfen hatte,[8] plante Cvijanović für seinen späteren Standort um (Planungs- und Bauzeit 1976–1979).[9]
- Cvijanović war auch an der Gropiusstadt in Berlin beteiligt.[5]